# Dzwonnica w Stanach
Dzwonnica w Stanach – wolnostojąca, drewniana dzwonnica w Stanach (województwo lubuskie, powiat nowosolski).
Obiekt powstał w drugiej połowie XIX wieku, kiedy to miejscowa ludność (zarówno katolicka, jak i protestancka) była niezamożna. Wiernych nie było wówczas stać na budowę świątyń, w związku z czym w części wsi lubuskich powstawały wolnostojące dzwonnice lokowane zwykle w centrum miejscowości. Służyły one zarówno społeczności katolickiej, jak i protestanckiej i zawierały dwa dzwony, dla każdego z wyznań osobny. Dzwony wykorzystywane były nie tylko podczas obrzędów religijnych. Miały charakter przeciwpożarowy i uświetniały uroczystości świeckie (wesela, pogrzeby i inne, w tym święta państwowe). 
Dzwonnica w Stanach jest wolnostojąca, wzniesiona z drewna, kryta ostrosłupowym dachem z dachówkami. Po zakończeniu II wojny światowej usunięto z niej dzwony, które umieszczono w miejscowym kościele. Konstrukcja wieży ulegała stopniowemu zniszczeniu. W 2017 miejscowy wójt zainicjował proces renowacji wieży. Wymieniono wtedy konstrukcję, drewniane poszycie oraz dach. Zmieniła się wówczas funkcja obiektu. Stał się on wieżą widokową na rozległe w okolicach wsi rozlewiska Odry.
Bezpośrednio pod wieżą utworzono punkt turystyczny z ławkami i stołami, co było powiązane z projektem „Kolej na rower”.